# Rendszám (kémia)
A kémiai elemek rendszáma (Z) megmutatja az elem helyét a periódusos rendszerben, és egyenlő az adott elem atomjaiban levő protonok számával. Így egyértelműen meghatározza a kémiai elem minőségét. A rendszámot a vegyjel bal alsó sarkában, indexszámmal jelöljük.
Az atomszám kifejezés az angol atomic number tükörfordítása, de használata – különösen kémiai szakmunkákban – kerülendő.